# Municipalidad de Cartago
La Municipalidad de Cartago, es el Gobierno Municipal del cantón de Cartago, ubicado en la provincia homónima; al cual administra de forma autónoma al Gobierno Central de Costa Rica.  Es la tercera municipalidad más grande del país, después de las de San José y Alajuela. 
La Municipalidad cartaginesa está conformada por el Concejo Municipal, en el cual se consolida el poder legislativo local; y la Alcaldía, que ejerce el poder ejecutivo municipal. 
La sede del gobierno local cartaginés se encuentra en el Palacio Municipal de Cartago, ubicado en el centro histórico de la ciudad, frente a Plaza Mayor. Actualmente su alcalde es Mario Redondo Poveda.

## Historia
La Municipalidad de Cartago fue fundada en 1563, cuando Cartago fue declarada capital de la Gobernación de Nueva Cartago y Costa Rica, teniendo como primer nombre el de Ayuntamiento de Cartago.
En 1813, en seguimiento a lo establecido en la constitución promulgada en Cádiz, España, en el año 1812, el Ayuntamiento de Cartago pasó a ser una institución de elección popular. Este hecho marcó un hito importante en la historia de la democracia costarricense, ya que fue la primera vez que los ciudadanos tuvieron derecho a elegir a sus representantes municipales.
Tras la independencia de Costa Rica de España en 1821, Cartago se convirtió en la capital del país. Sin embargo, esta condición fue temporal, ya que en 1835, tras la segunda guerra civil de Costa Rica, la capital se trasladó a San José.
En 1848, Cartago fue establecido como cantón mediante el artículo 6 de la ley Nº 36. Este hecho marcó el inicio de una nueva era para la municipalidad, que ahora era responsable de la administración de un territorio más amplio.
En 1867, se establecieron las Ordenanzas Municipales, que definían las funciones municipales en todo el país. Esta legislación fue objeto de gran cantidad de modificaciones a lo largo del siglo XX, hasta que en 1998, se estableció el actual Código Municipal.
La Municipalidad de Cartago es responsable de una amplia gama de servicios públicos, incluyendo:
- Limpieza y recolección de basura
- Alumbrado público
- Construcción y mantenimiento de calles y carreteras
- Parques y jardines
- Agua potable
- Alcantarillado
- Recolección de aguas residuales
- Seguridad ciudadana

## Administración

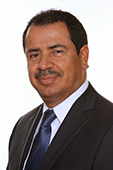
Mario Redondo Poveda, Alcalde

La Municipalidad de Cartago está administrada por dos órganos principales, el Consejo Municipal; como poder legislativo; y la Alcaldía; como poder ejecutivo. Sus funciones tienen total autonomía con respecto al Gobierno Central de Costa Rica.
La Alcaldía
Ver También: Anexo:Alcaldes de Cartago
La Municipalidad de Cartago está presidida por el alcalde, quien es el funcionario de más alto rango en el gobierno municipal y cuyo período dura cuatro años.
Entre sus responsabilidades principales están: 
- Ser el representante legal de la municipalidad.
- Establecer y ejecutar las políticas públicas del cantón
- tiene a cargo la administración general del gobierno local y vigilar que se cumplan los acuerdos del Concejo.

Los alcaldes comenzaron a ser elegidos por votación popular a partir de la reforma al Código Municipal de 1998.

El Consejo Municipal
Ver también: Concejo Municipal de Cartago
El Concejo Municipal es la rama legislativa de la municipalidad. Está compuesto por 9 regidores propietarios, con derecho a voz y voto y por 9 regidores suplentes, 11 síndicos propietarios y el alcalde; estos con derecho a voz pero sin voto. 
Está presidido por un Presidente Municipal, electo entre los regidores propietarios. Es el encargado de tomar los acuerdos y de aprobar o improbar las distintas propuestas y solicitudes presentadas ante la municipalidad. Sus acuerdos son vinculantes, aunque se encuentran sujetos al poder de veto del alcalde.
Actualmente su presidente es Alonso Picado Chacón.